# ماتی سیپالا
ماتی سیپالا (فنلاندی: Matti Sippala؛ ۱۱ مارس ۱۹۰۸ – ۲۲ اوت ۱۹۹۷) پرتاب‌گر نیزه اهل فنلاند بود.
وی در مسابقات کشوری و بین‌المللی در مجموع برندهٔ ۲ مدال نقره شده‌است.